# 基督復臨安息日會學院與大學列表
本列表列出基督復臨安息日會這個教會在世界各地設立的學院、大學、高中、中學、遠距教學學校、醫院、教會和其他有條目的機構：

## 大學/學院

### 美國
- 羅馬琳達大學，位於美國加州羅馬琳達的一所大學，學生4,247人[1]。
- 安得烈大學，位於美國密西根州的一所大學，學生3,021人[2]。
- 南方復臨大學，位於美國田納西州的一所大學，學生2,827[3]人。
- 復臨健康大學，位於美國佛羅里達州的一所大學，學生1,692人。
- 拉謝拉大學，位於美國加州里弗赛德 的一所私立大學，學生1,614人[4]。
- 瓦拉瓦拉大學，位於美國華盛頓州科利奇普萊斯的一所大學，學生1,401人[5]。
- 歐克伍德大學，位於美國阿拉巴馬州亨茨維爾的一所大學，學生1,431人[6]。
- 太平洋聯合學院，位於美國加利福尼亞州安哥文的一所學院，學生1,000人[7]。
- 凱特林學院，位於美國俄亥俄州凱特林的一所學院，學生832人。
- 西南復臨大學，位於美國德克薩斯州基恩的一所文理科大學，學生813人[8]。
- 聯合復臨大學，位於美國內布拉斯加州林肯的一所私立大學，學生705人。
- 華盛頓復臨大學，位於美國馬里蘭州蒙哥馬利郡塔科馬帕克的一所私立大學，學生695人[9]。
- 大西洋聯合學院，位於美國麻薩諸塞州的一所私立學院，西元2018年2月，學院宣佈永久關閉。西元2021年校方將學院賣掉，正式走入歷史。

### 日本
- 三育學院短期大學，位於日本的一所短期大學。西元2017年，學院宣佈永久關閉，正式走入歷史。

### 韓國
- 韓國三育大學，位於大韓民國首爾的一所私立大學。
- 三育保健大學，位於大韓民國首爾的一所私立大學。
- 三育義明大學，2005年併入韓國三育大學，2006年正式走入歷史。

### 香港
- 香港三育書院，位於香港的一所書院。

### 臺灣
- 三育基督學院，位於臺灣的一所學院。

## 高中

### 臺灣
- 南投縣復臨國際實驗教育機構，位於臺灣南投縣的一所國際國高中。
- 南投縣私立三育高級中學，位於臺灣南投縣的一所高中。

## 完全中學

### 香港
- 九龍三育中學，位於香港九龍的一所中學。
- 香港三育中學，位於香港跑馬地的一所中學。西元2008年，學校宣佈永久關閉，正式走入歷史。

### 澳門
- 澳門三育中學，位於澳門的一所中學。

## 遠距教學學校

### 美國
- 格里格斯國際學院，位於美國密西根州的一所遠距教學學校。

## 醫院

### 香港
- 香港港安醫院－司徒拔道，位於香港的一家醫院。
- 香港港安醫院－荃灣，位於香港的一家醫院。

### 臺灣
- 臺安醫院 (臺北市)，全名基督復臨安息日會醫療財團法人臺安醫院，位於臺灣臺北市的一家醫院。

## 電台

### 美國
- 復臨信徒世界廣播電台，是一個位於美國馬里蘭州銀泉的廣播電台。

## 教會

### 中國

#### 遼寧省
- 瀋陽北關教會，位於中國遼寧省的一所基督復臨安息日會。

## 資料來源
1. ↑  2025 Loma Linda University Health
2. ↑  Andrews Fall 2024 Rankings and Enrollment Report
3. ↑  U.S.News:Southern Adventist University
4. ↑  La Sierra University charts path toward growth
5. ↑  Walla Walla University Facts
6. ↑  Undergraduate data are based on the 2023 school year
7. ↑  Pacific Union College Records Steady Enrollment Growth for New Academic Year
8. ↑  Southwestern Adventist University Undergraduate data are based on the 2023 school year
9. ↑  U.S.News:Washington Adventist University Student Life

- 基督復臨安息日會學院與大學列表 （页面存档备份，存于）
- 尋找附近的學校 （页面存档备份，存于）
- 復臨目錄 （页面存档备份，存于）